# Gmina Hinnerup
Gmina Hinnerup (duń. Hinnerup Kommune) – w latach 1970–2006 (włącznie) jedna z gmin w Danii w okręgu Aarhus Amt. 
Siedzibą władz gminy było miasto Hinnerup. 
Gmina Hinnerup została utworzona 1 kwietnia 1970 na mocy reformy podziału administracyjnego Danii. Po kolejnej reformie w 2007 r. weszła w skład gminy Favrskov.

## Dane liczbowe
- Liczba ludności: (♀ 6009 + ♂ 6039) = 12 048
  - wiek 0-6: 11,8%
  - wiek 7-16: 15,7%
  - wiek 17-66: 64,2%
  - wiek 67+: 8,3%
- zagęszczenie ludności: 158,5 osób/km²
- bezrobocie: 3,7% osób w wieku 17-66 lat
- cudzoziemcy z UE, Skandynawii i USA: 99 na 10 000 osób
- cudzoziemcy z krajów Trzeciego Świata: 156 na 10 000 osób
- liczba szkół podstawowych: 4 (liczba klas: 89)